# Erwin Leder

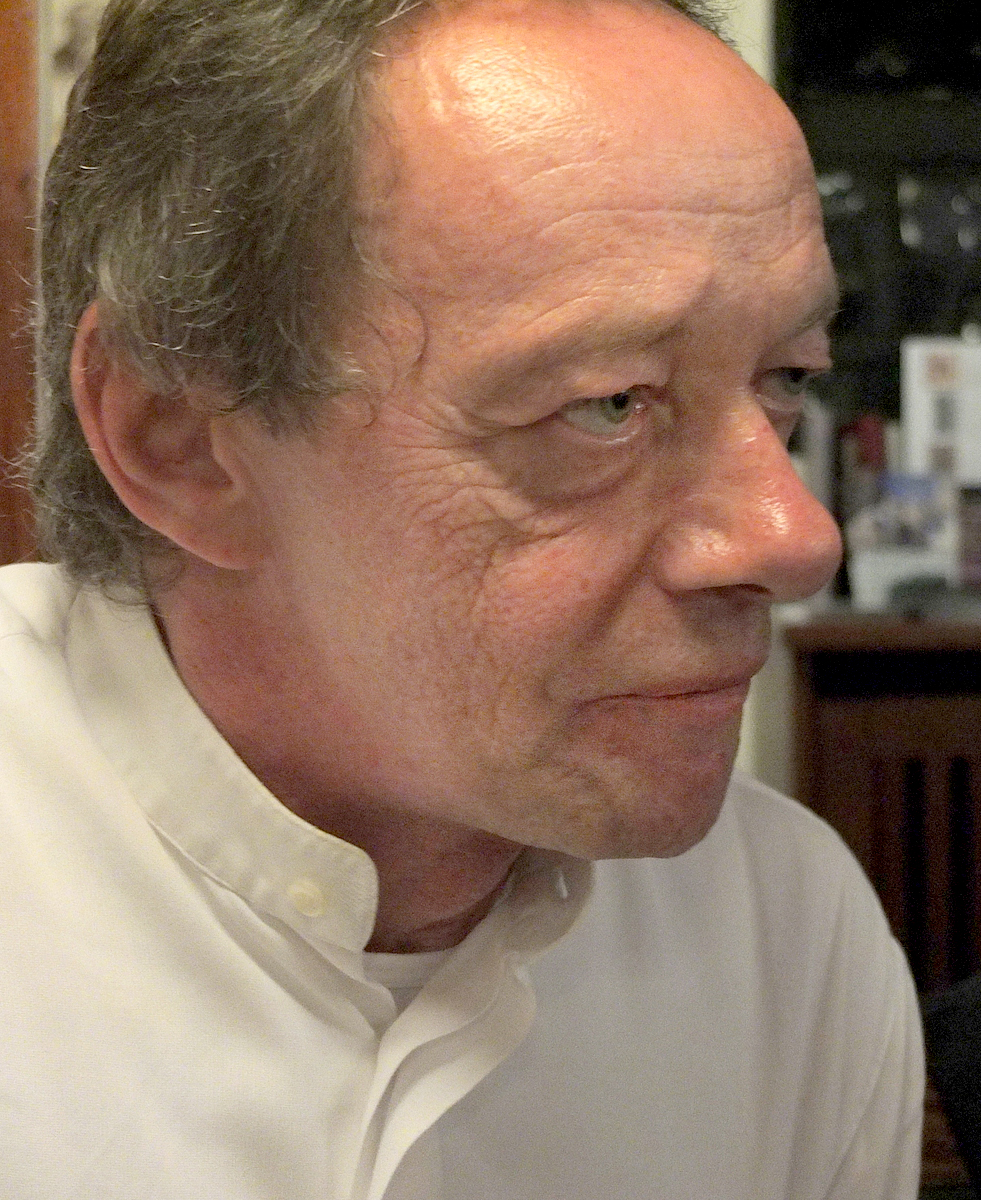
Erwin Leder, 2012

Erwin Leder (* 30. Juli 1951 in St. Pölten) ist ein österreichischer Film- und Theaterschauspieler sowie Bühnenregisseur.

## Karriere
International bekannt wurde er 1981 als Obermaschinist Johann – „Das Gespenst“ – in Wolfgang Petersens Film Das Boot. Es folgten weitere Rollen in internationalen Fernseh- und Kinoprojekten. 2003 spielte Erwin Leder eine Schlüsselrolle als Werwolf und Wissenschaftler Singe im Mystery-Film Underworld.

## Filmografie (Auswahl)

### Kinofilme
- 1981: Das Boot
- 1982: Die letzte Rache
- 1983: Angst
- 1985: Marie Ward – Zwischen Galgen und Glorie
- 1989: Eis
- 1989: Die Toten Fische
- 1993: Krücke
- 1993: Die drei Musketiere (The Three Musketeers)
- 1993: Schindlers Liste (Schindler’s List)
- 1994: Die Knickerbocker-Bande: Das sprechende Grab
- 1997: Der Unfisch
- 1998: Vom Luxus der Liebe
- 1998: Die Schuld der Liebe
- 2000: Gelbe Kirschen
- 2000: Glückliches Ende (Kurzfilm)
- 2003: Underworld
- 2005: Happy End – Jede Geschichte braucht ein Ende (happy end.)
- 2005: Klimt
- 2005: Taxidermia
- 2006: Chien Fuck
- 2009: Spielzeugland Endstation (Kurzfilm)
- 2010: Der Atem des Himmels
- 2011: Neugierde
- 2011: Das schlafende Mädchen
- 2011: Heldenkanzler (Stimme: Engelbert Dollfuss)
- 2011: Katharsis
- 2014: Kafkas Der Bau
- 2023: Sterne unter der Stadt

### Fernsehen
- 1977: Der Einstand
- 1978: Ein echter Wiener geht nicht unter – Keine Ruh’ hat man
- 1979: Feuer! (ORF)
- 1993: Der Fahnder – Der Wiener
- 1994: Polizeiruf 110 – Lauf, Anna, lauf!
- 1994–1999: Kommissar Rex (Fernsehserie, 2 Folgen)
- 1996: Tatort – Schattenwelt (BR)
- 1996: Die Straßen von Berlin – Alleingang
- 1996: Mona M. – Mit den Waffen einer Frau
- 1996–2001: OP ruft Dr. Bruckner (Fernsehserie)
- 1997: Alarm für Cobra 11 – Die Autobahnpolizei – Generalprobe
- 1997: Die Superbullen
- 1997: Dr. Stefan Frank – Der Arzt, dem die Frauen vertrauen (Serie, 3 Folgen)
- 1998: Winnetous Rückkehr (1. und 2. Teil)
- 1999: Medicopter 117 – Jedes Leben zählt (Serie, 1 Folge)
- 1999: Schande
- 2000: HeliCops – Einsatz über Berlin (Serie, 1 Folge)
- 2001: Drehkreuz Airport – Goldfieber
- 2002: Der Wannsee-Mörder
- 2002: Der Bulle von Tölz: Salzburger Nockerl
- 2003: Da wo die Heimat ist
- 2007: SOKO Donau (Serie, 1 Folge)
- 2010: Frischfilm
- 2013: Cop Stories (Serie, 1 Folge)
- 2016: Alarm für Cobra 11 – Die Autobahnpolizei (Serie, 1 Folge)
- 2020: Erdbeermund (Kurzfilm)

### Theater-Stücke
- 2018: Zu ebener Erde und erster Stock